# Raimondo Folch IV de Cardona
Raimondo Folco di Cardona (catalano Ramon Folc IV de Cardona; 1180 circa – 1241), fu visconte di Cardona dal 1227 fino alla sua morte.

## Origine
Era il figlio primogenito del conte di Visconte di Cardona, Guglielmo I e di sua moglie (il 25 marzo 1187, secondo il documento n° 1171 del Cartulario de Sant Cugat del Vallés Vol. III, Geralda, definendosi viscontessa di Cardona, aveva sottoscritto il documento di una donazione fatta da Guglielmo al monastero di Sant Cugat), Geralda, di cui non si conoscono gli ascendenti.
Guglielmo I de Cardona, secondo il documento n° 225 del Diplomatari de la vila de Cardona, anys 966-1276 (non consultato) era il figlio primogenito del conte di Visconte di Cardona, Raimondo III e di sua moglie, Isabella Sibilla di Urgell († prima del 1177), che secondo la Historia de los condes de Urgel, Tomo I, era figlia del conte di Urgell, Ermengol VI e della sua prima moglie, Arsenda de Cabrera († prima del 1135), figlia del signore di Cabrera e visconte di Gerona, Guerau II de Cabrera e della sua prima moglie, Stefania (documento n°XXVIII a pag 151 del Carturario di Roda).

## Biografia
Di Raimondo IV si hanno notizie molto scarse.
All'inizio del XIII secolo, fu diffusa la voce che ebbe parte attiva nella prodigiosa nascita di San Ramon Nonat.
Nel 1212, aveva seguito il re della Corona d'Aragona, Pietro II di Aragona, detto il Cattolico, e fu con lui alla battaglia di Las Navas de Tolosa, e, l'anno dopo, fu al seguito di suo padre, Guglielmo I, alla Battaglia di Muret, contro i crociati di Simone IV di Montfort, che continuò a combattere anche dopo la morte di Pietro II al Muret durante la Crociata albigese.

In quel periodo Raimondo fu a capo della fazione di nobili che aiutò il conte di Cerdagna e conte di Rossiglione, Sancho, reggente della Corona d'Aragona per conto del pronipote, il giovane re d'Aragona e conte di Barcellona, Giacomo I, a mantenere la pace.
Dopo la morte (avvenuta 12 o 13 luglio 1225) di suo padre, Guglielmo I, Raimondo gli succedette come Raimondo IV, Visconte di Cardona.
Una volta divenuto visconte, non passò molto tempo che Raimondo passò nella fazione di nobili catalani ribelli al re Giacomo I;per questo motivo, i Folch de Cardona non parteciparono alla conquista di Maiorca nel 1229.
Secondo il documento n° CLXIX della Histoire Générale de Languedoc 2nd Edn. Tome V, Preuves, il 17 febbraio 1231, tra Raimondo IV e moglie (Raymundus Fulconis...vicecomes Cardonæ et domina Terrogia...vicecomitissa Cardonensis) e Ruggero Bernardo II di Foix (Rogerius Bernardi...comes de Fox) fu stipulato il contratto di matrimonio per entrambi i suoi due figli: Raimondo avrebbe sposato Esclarmonda di Foix, mentre Brunissenda avrebbe sposato il di lei fratello, Ruggero IV .
Dopo il matrimonio con Ines o Agnese di Tarroja, Raimondo IV aveva risieduto soprattutto nel castello di Arbeca, portato in dote dalla moglie insieme alle altre signorie di Solsona e Tarroja.
Non si conosce la data esatta della morte di Raimondo IV, che avvenne nel 1241 circa.
Gli successe l'unico figlio maschio, Raimondo.

## Matrimonio e discendenza
Raimondo IV aveva sposato Ines o Agnese di Tarroja, di cui non si conoscono gli ascendenti e da cui ebbe due figli:
- Raimondo[9] († 1276), Visconte di Cardona
- Brunissenda de Cardona[9] († 23 marzo 1293[10]), che sposò l'erede della Contea di Foix, Ruggero[9].

## Ascendenza
|                                         |   |                              | Genitori                                  |  |  | Nonni |  |  | Bisnonni                            |  |  | Trisnonni                        |  |
|                                         |   |                              |                                           |  |  |       |  |  | Raimondo Folco II, visconte Cardona |  |  | Bernardo Amato, visconte Cardona |  |
|                                         |   |                              |                                           |  |  |       |  |  | Raimondo Folco II, visconte Cardona |  |  | Bernardo Amato, visconte Cardona |  |
|                                         |   | Almodis di Barcelona         |                                           |  |  |       |  |  | Raimondo Folco II, visconte Cardona |  |  |                                  |  |
| Raimondo Folco III, visconte di Cardona |   |                              |                                           |  |  |       |  |  | Raimondo Folco II, visconte Cardona |  |  |                                  |  |
|                                         |   | Guglielma                    | …                                         |  |  |       |  |  |                                     |  |  |                                  |  |
|                                         |   | Guglielma                    | …                                         |  |  |       |  |  |                                     |  |  |                                  |  |
|                                         |   | Guglielma                    | …                                         |  |  |       |  |  |                                     |  |  |                                  |  |
| Guglielmo I, visconte di Cardona        |   | Guglielma                    |                                           |  |  |       |  |  |                                     |  |  |                                  |  |
|                                         |   | Ermengol VI, conte di Urgell | Ermengol V, conte di Urgell               |  |  |       |  |  |                                     |  |  |                                  |  |
|                                         |   | Ermengol VI, conte di Urgell | Ermengol V, conte di Urgell               |  |  |       |  |  |                                     |  |  |                                  |  |
|                                         |   | Ermengol VI, conte di Urgell | Maria Pérez                               |  |  |       |  |  |                                     |  |  |                                  |  |
| Isabella Sibilla di Urgell              |   | Ermengol VI, conte di Urgell |                                           |  |  |       |  |  |                                     |  |  |                                  |  |
|                                         |   | Arsenda de Cabrera           | Gerardo II de Cabrera, visconte di Girona |  |  |       |  |  |                                     |  |  |                                  |  |
|                                         |   | Arsenda de Cabrera           | Gerardo II de Cabrera, visconte di Girona |  |  |       |  |  |                                     |  |  |                                  |  |
|                                         |   | Arsenda de Cabrera           | Stefania                                  |  |  |       |  |  |                                     |  |  |                                  |  |
| Raimondo Folco IV, visconte di Cardona  |   | Arsenda de Cabrera           |                                           |  |  |       |  |  |                                     |  |  |                                  |  |
|                                         | … | …                            |                                           |  |  |       |  |  |                                     |  |  |                                  |  |
|                                         | … | …                            |                                           |  |  |       |  |  |                                     |  |  |                                  |  |
|                                         | … | …                            |                                           |  |  |       |  |  |                                     |  |  |                                  |  |
| …                                       | … |                              |                                           |  |  |       |  |  |                                     |  |  |                                  |  |
|                                         |   | …                            | …                                         |  |  |       |  |  |                                     |  |  |                                  |  |
|                                         |   | …                            | …                                         |  |  |       |  |  |                                     |  |  |                                  |  |
|                                         |   | …                            | …                                         |  |  |       |  |  |                                     |  |  |                                  |  |
| Geralda di Jorba-Alcarras               |   | …                            |                                           |  |  |       |  |  |                                     |  |  |                                  |  |
|                                         |   | …                            | …                                         |  |  |       |  |  |                                     |  |  |                                  |  |
|                                         |   | …                            | …                                         |  |  |       |  |  |                                     |  |  |                                  |  |
|                                         |   | …                            | …                                         |  |  |       |  |  |                                     |  |  |                                  |  |
| …                                       |   | …                            |                                           |  |  |       |  |  |                                     |  |  |                                  |  |
|                                         |   | …                            | …                                         |  |  |       |  |  |                                     |  |  |                                  |  |
|                                         |   | …                            | …                                         |  |  |       |  |  |                                     |  |  |                                  |  |
|                                         |   | …                            | …                                         |  |  |       |  |  |                                     |  |  |                                  |  |
|                                         |   | …                            |                                           |  |  |       |  |  |                                     |  |  |                                  |  |

### Fonti primarie
- (LA)  Histoire Générale de Languedoc. Tome V, Preuves.
- (LA)  Viage Literario a las Iglesias de Espana, Tome IX.
- (LA)  Cartulario de Sant Cugat del Vallés Vol. III.

### Letteratura storiografica
- Rafael Altamira, La Spagna (1031-1248), in "Storia del mondo medievale", vol. V, 1999, pp. 865–896
- (ES)  Historia de los condes de Urgel, Tomo I.